# نووبوریسکی
نووبوریسکی (انگلیسی: Novobureysky) یک شهرک در بخش بوریسکی استان آمور کشور روسیه است.